# Brighton, Quận Kenosha, Wisconsin
Brighton là một thị trấn thuộc quận Kenosha, tiểu bang Wisconsin, Hoa Kỳ. Năm 2010, dân số của thị trấn này là 1.428 người.